# Fumaria petteri
Fumaria petteri é uma espécie de planta com flor pertencente à família Papaveraceae. 
A autoridade científica da espécie é Rchb., tendo sido publicada em Icones florae germanicae et helveticae 3: 1. 1838.

## Portugal
Trata-se de uma espécie presente no território português, nomeadamente os seguintes táxones infraespecíficos:
- Fumaria petteri subsp. calcarata - presente em Portugal Continental. Em termos de naturalidade é nativa da região atrás referida. Não se encontra protegida por legislação portuguesa ou da Comunidade Europeia.